# Буреус, Йоханнес
Йоханнес Тома Буреус Агривилленсис (известный как Йохан Буре) (швед.  Johannes Bureus);
1568, лен Уппсала — 1652, Уппланд) — шведский эрудит, филолог, антиквар, мистик, экзотерик, библиотекарь
, поэт, генеалог, советник короля Швеции Густава Адольфа, выдающийся рунолог и знаток древнешведского языка и литературы.
Считается отцом шведской филологии.
Сын лютеранского пастора.

## Биография
Был первым шведским антикваром и первым руководителем национальной королевской библиотеки Швеции. Первым задокументировал руны. Его называют отцом шведской грамматики. В 1599 году опубликовал разработанные им гербы Хельсинки и Уусимаа.
Известный представитель готики. Буреус объединил свои рунические и эзотерические исследования в собственной рунической системе, которую он назвал «Адалруна» («Adalruna»). Его интересовали манифесты розенкрейцеров.
В 1611 году опубликовал первую в истории азбуку, написанную на шведском языке (Svenska ABC boken medh runor), с использованием рунического алфавита и латиницы.
Им также создана генеалогия нескольких шведских семей, при этом частично использованы рунические камни в качестве источников.

## Избранные сочинения
- Monumenta veterum Gothorum in patria. 1602.
- Runa-ABC-boken. 1611.
- Ara Foederis Therapici. 1616.
- FaMa e sCanzIa ReDUX. 1616.
- Monumenta Sveogothica Hactentus Exculpta. 1624.
- Adulruna Rediviva.